# Gaius Paconius Felix
Gaius Paconius Felix (vollständige Namensform Gaius Paconius Gai filius Arnensis Felix) war ein im 2. Jahrhundert n. Chr. lebender Angehöriger des römischen Ritterstandes (Eques).
Durch ein Militärdiplom, das auf den 17. Juli 122 datiert ist, ist belegt, dass Felix 122 Kommandeur der Ala I Claudia Gallorum Capitoniana war, die zu diesem Zeitpunkt in der Provinz Dacia inferior stationiert war. Felix war in der Tribus Arnensis eingeschrieben und stammte aus Carthago.